# La vita appesa a un filo
La vita appesa a un filo (Bian zou bian chang) è un film del 1991 diretto da Chen Kaige.

## Riconoscimenti
- 1992 - International Istanbul Film Festival
  - Tulipano d'Oro